# الحكاية الفلسطينية
الحكاية الفلسطينية هي تعبير قصصي تمارسه النساء الفلسطينيات وخاصة المتقدمات منهن في السن كالجدات مثلا، وتقدم الحكاية عادةً في المنزل خلال سهرات شتويّة عفويّة وتحضرها مجموعاتٌ صغيرةٌ من النساء والأطفال. وتُروى باللّهجة الفلسطينيّة الفلاحيّة أو المدنيّة.
ترسم الحكاية الفلسطينية صورةً عن البنية الاجتماعيّة التي تتعلّق مباشرةً بحياة المرأة. وتقدّم نقدًا للمجتمع من منظور نسائي.
غير أن رواية الحكاية في تراجعٍ بسبب تأثير وسائل الإعلام التي تحثّ الأفراد في معظم الأحيان على النظر إلى عاداتهم الأصليّة على أنها متخلّفة وتافهة. وكنتيجة لذلك، تعمد النساء المتقدّمات في السن إلى تغيير شكل الروايات ومضمونها. ويشكّل التمزّق المتواصل في الحياة الاجتماعيّة على الأراضي الفلسطينيّة بسبب الاحتلال تهديدًا آخر لاستمرار تقليد الحكاية.
أدرجت منظمة اليونسكو الحكاية الفلسطينية ضمن قائمة لعام 2005 لروائع التراث الثقافي اللامادي الإنساني بهدف المحافظة عليه وصيانته.

## خلفية تاريخية
تعد الحكاية شكل فريد من أشكال الأدب، تأخذ شكل الحكايات الشعبية التعليمية التي تنتقل شفوياً من العجائز الفلسطينيات إلى النساء والأطفال اليافعين. وهي تُحكى عادةً باللهجات الفلاحية أو المدنية العربية، وهي مخصصة للترفيه والتعليم، وتُحكى في الغالب في بيئة منزلية، وعادةً في فصل الشتاء.
وعادةً ما تُحكى هذه القصص المنطوقة بنغمة معبرة، وهي تُناقش القضايا الاجتماعية والتاريخية، وخاصةً تلك التي تؤثر على النساء. وقد تنتقد المجتمع لإثارة النقاش والجدل، أو قد يكون لديها وظيفة أرشيفية لتسجيل ذكريات النزوح. وبما أن الأولاد الصغار قد يقصون الحكاية، فمن المتوقع ألا يشاركوا فيها عندما يكبرون.

## الأدب المكتوب
جمع إبراهيم مهوي وشريف كناعنة ما مجموعه 45 حكاية من قطاع غزة والضفة الغربية والجليل. نُشرت هذه المختارات بالترجمة الإنجليزية في 1989 تحت عنوان «Speak Bird, Speak Again» وباللغة العربية «قول يا طير» في 2001. وتُرجمت المختارات لاحقاً إلى الإسبانية والفرنسية. وفي 2007، صادرت وزارة التربية والتعليم الفلسطينية حوالي 1,500 نسخة من الكتاب من مكتبات المدارس العامة على أساس أن القصص تستخدم لغة عامية وأحياناً مسيئة لا تناسب تعليم الأطفال. لكنها سرعان ما تراجعت عن هذا القرار، بعد عاصفة من الغضب الشعبي.

## قوائم اليونسكو
وقد أدرجت منظمة اليونسكو الشكل السردي للحكاية كأحد روائع التراث الشفهي وغير المادي للإنسانية منذ 2005. كما أُدرج هذا الشكل الفني في قائمة اليونسكو للتراث الثقافي غير المادي في 2008. جاء إعداد العرض المقدم إلى اليونسكو بالتعاون مع منظمات مجتمعية، مثل الاتحاد النسائي العربي، وجمعية تنظيم الأسرة، ومؤسسة القطان، وغيرها.

## التلاشي
الحكاية في طريقها للاختفاء نتيجة تأثير وسائل الإعلام، التي غالباً ما تدفع الناس إلى اعتبار عاداتهم الأصلية متخلفة ودون المستوى. ونتيجة لذلك، تميل النساء الأكبر سناً إلى تغيير شكل الروايات ومضمونها. كما يشكل استمرار الاضطراب الاجتماعي بسبب الوضع السياسي الراهن في فلسطين تهديداً آخر لاستمرار الحكاية. ومع ذلك، حدث بعض الانتعاش في هذه الممارسة منذ 2021.